# Lagos de Macedonia
Lagos de Eordia ( en griego antiguo: Λάγος, siglo IV a. C..) fue un cortesano macedonio y padre de Ptolomeo I, fundador de la dinastía ptolemaica. Se casó con Arsínoe de Macedonia, de la dinastía argéada y concubina de Filipo II, rey de Macedonia, de quien se dice que estaba embarazada en el momento de su matrimonio, lo que constituye la base de que Ptolomeo fuera hijo de Filipo; pero es posible que se trate de un mito posterior fabricado para glorificar la dinastía ptolemaica. De una anécdota recogida por Plutarco  se desprende claramente que Lagos era un hombre de oscuro nacimiento; por ello, cuando Teócrito  llama a Ptolomeo descendiente de Heracles, probablemente quiere representarlo como hijo de Filipo. Lagos y Arsínoe también fueron padres de Menelao.

## Malinterpretación
Algunos creen que Lagos se casó posteriormente con Antígona, sobrina de Antípatro, con quien se convirtió en padre de Berenice, posteriormente esposa de Ptolomeo, pero esto se basa en una malinterpretación de un escolio corrupto; el nombre de su padre era casi con certeza Magas.